# Poké melodrama
Poké melodrama è il primo album in studio della cantautrice italiana Angelina Mango, pubblicato il 31 maggio 2024 dalla Warner Music Italy.

## Descrizione
Il progetto discografico si compone di quattordici tracce, scritte dalla stessa Angelina con la collaborazione di autori e produttori, tra cui Federica Abbate, Alessandro La Cava, Edwyn Roberts, Dario Faini.
L'album ingloba un insieme di tutti gli stili musicali dell'artista, che in questo progetto rappresentano ognuno un particolare stato d'animo.

## Promozione

### Singoli
Il 6 ottobre 2023 viene pubblicato Che t'o dico a fa' come primo singolo estratto dall'album.
Il singolo Fila indiana, presentato in anteprima durante le tappe del Voglia di vivere Tour, viene pubblicato ufficialmente il 1º dicembre 2023.
Il 7 febbraio 2024 viene messo in commercio il terzo singolo La noia con il quale la cantante vince la 74ª edizione del Festival di Sanremo e partecipa, classificandosi al 7º posto, all'Eurovision Song Contest 2024.
Il quarto singolo, Melodrama, viene pubblicato il 24 maggio 2024.

### Tournée
Per promuovere il disco, la cantante ha intrapreso un tour estivo nei festival musicali e successivamente ne aveva in programma uno nei club italiani ed europei in autunno. Tuttavia, quest’ultimo si è svolto in sole tre date fino al 14 ottobre 2024: infatti, il 23 ottobre successivo la cantante, a causa di alcuni problemi di salute per rinofaringite (che l'avevano già portata a posticipare alcune date), si è ritrovata costretta ad annullare tutte le date successive per prendersi un periodo di pausa.

## Accoglienza
| Recensione | Giudizio |
| ---------- | -------- |
| Newsic     |          |
| Rockol     |          |
| Ondarock   |          |

Il progetto ha ricevuto recensioni perlopiù favorevoli da parte della critica specializzata.
Gianni Sibilla di Rockol associa l'album al termine «eterogeneità» in quanto «passa da un genere musicale all’altro, spesso li unisce e li mescola fino a farli diventare una cosa sola». Sebbene ritenga che la cantante riesca «a frequentare tutti questi generi con una naturalezza notevole», dimostrando «una personalità musicale molto forte e una riconoscibilità immediata», il giornalista afferma che in futuro l'artista «dovrà fare delle scelte, trasformare la sua musica in piatto con meno sapori, ma più forti e ancora più definiti».
Claudio Tudesco di Rolling Stone Italia scrive che il progetto «fa intravedere la possibilità che si possa fare pop italiano in modo lievemente diverso dal solito» associandolo ad un romanzo di formazione nei testi che trattano di «colpi di testa tipici delle adolescenti, una vita da capire e da inventare». Tuttavia riscontra una «ammucchiata d’autori e produttori», non trovando valorizzata nelle collaborazioni il talento di Mango, affermando che «se si fosse spinto l’acceleratore sulla ricerca d’un suono più originale mettendo un paio di pezzi in meno, Poké Melodrama sarebbe stato meglio di com’è».
In una recensione negativa, Antonio Silvestri di Ondarock ha definito i brani dell'album «disomogenei e stereotipati», composto da «un mix sfrontato di stili pop alla rinfusa in cui gettare mood diversi» con «testi immaturi». Silvestri si è soffermato su due brani, descrivendo Gioielli di famiglia come una «banalità inaccettabile» con «arrangiamento orchestrale ritrito» e la collaborazione Uguale a me un «puro cliché tra vocalizzi e testo sofferto».

## Tracce
1. Gioielli di famiglia – 2:49 (Angelina Mango, Antonio Cirigliano, Leonardo Zaccaria, Michele Iorfida, Vincenzo Colella)
2. Melodrama – 2:27 (Angelina Mango, Federica Abbate, Alessandro La Cava, Nicola Lazzarin)
3. La noia – 3:09 (testo: Angelina Mango, Francesca Calearo – musica: Angelina Mango, Dario Faini, Francesca Calearo)
4. Uguale a me (feat. Marco Mengoni) – 3:04 (Angelina Mango, Marco Mengoni, Alfredo Rapetti, Edwyn Roberts, Stefano Marletta)
5. Crush – 2:32 (Angelina Mango, Antonio Cirigliano)
6. Smile – 2:21 (Angelina Mango, Antonio Cirigliano)
7. Diamoci una tregua (feat. Bresh) – 3:05 (Angelina Mango, Andrea Brasi, Luca De Blasi, Luca Ghiazzi)
8. Edmund e Lucy – 3:16 (Angelina e Filippo Mango)
9. Cup of Tea – 2:38 (Angelina Mango, Andrea Moroni, Marra Mvsic)
10. Una bella canzone – 2:39 (Angelina Mango, Giorgio Pesenti)
11. Fila indiana – 3:13 (Angelina Mango)
12. Invece sì (feat. Dani Faiv) – 2:04 (Angelina Mango, Daniele Ceccaroni, Luca Galeandro)
13. Che t'o dico a fa' – 3:07 (testo: Angelina Mango, Alessandro La Cava – musica: Angelina Mango, Alessandro La Cava, Stefano Tognini, Alessandro De Crescenzo)
14. Another World (feat. VillaBanks) – 2:20 (Angelina Mango, Vieri Igor Alexander, Andrea Moroni)

## Successo commerciale
Nella classifica italiana degli album stilata dalla FIMI il disco ha esordito in 1ª posizione, risultando il debutto migliore in classifica della cantante e la seconda artista nel 2024 a debuttare in cima alla Classifica FIMI Album dopo The Tortured Poets Department di Taylor Swift. L'album ha successivamente ottenuto il disco di platino.
I quattro singoli estratti sono riusciti a entrare nella Classifica FIMI Singoli:
- Che t'o dico a fa' ha debuttato alla 3ª posizione, registrando il miglior debutto femminile italiano del 2023,[25] e ha raggiunto successivamente la certificazione doppio platino;
- Fila indiana debutta all'88ª posizione sulla piattaforma Spotify, raggiungendo successivamente la certificazione oro;
- La noia ha invece ottenuto un successo ben più imponente, debuttando alla posizione numero 4, trascorrendo numerose settimane nella Top 10 e raggiungendo la certificazione terzo disco platino;[26]
- Melodrama, infine, ha debuttato alla 23ª posizione e ha raggiunto successivamente la certificazione platino.[27]

## Classifiche

### Classifiche settimanali
| Classifica (2024) | Posizione massima |
| ----------------- | ----------------- |
| Italia            | 1                 |

### Classifiche di fine anno
| Classifica (2024) | Posizione |
| ----------------- | --------- |
| Italia            | 34        |